# Geodia matrix
Espèce
Geodia matrix est une espèce d'éponges de la famille des Geodiidae.

## Taxonomie
L'espèce est décrite en 2024 par les biologistes espagnol Julio Alberto Díaz (d) et français Paco Cárdenas (d) dans une publication coécrite avec Francesc Ordines (d) et Enric Massutí (d),.
L'holotype est conservé au Musée de l'évolution d'Uppsala, en Suède.

### Étymologie
Son épithète matrix est une référence au terme de matrice, qui désigne notamment un matériau qui en englobe un autre, car cette espèce incorpore toujours d'autres substrats dans son propre organisme et est elle-même un substrat pour d'autres éponges épibiontes. C'est aussi une référence de fait au film Matrix de 1999.

### Publication originale
- (en) Julio Alberto Díaz, Francesc Ordines, Enric Massutí et Paco Cárdenas, « From caves to seamounts: the hidden diversity of tetractinellid sponges from the Balearic Islands, with the description of eight new species », PeerJ,‎ 4 mars 2024 (DOI 10.7717/peerj.16584, lire en ligne)

## Répartition
L'espèce Geodia matrix est découverte dans les eaux des îles Baléares, en mer Méditerranée, à une profondeur de 109 m, sur le mont sous-marin Ausias March dans le canal de Majorque.